# 高木半兵衛

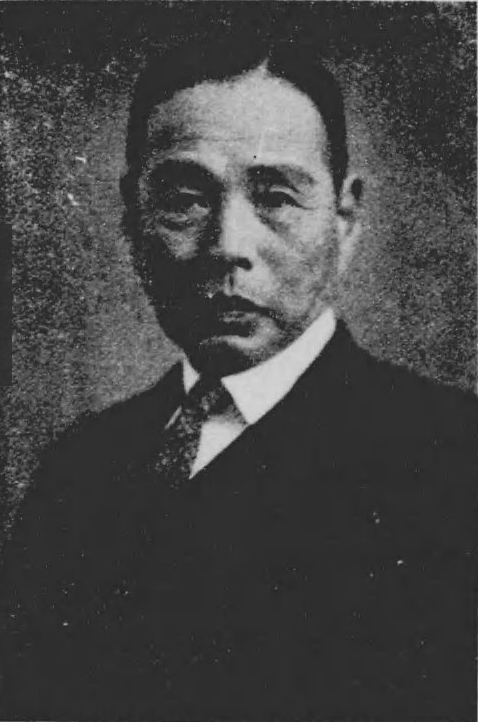
高木半兵衛

高木 半兵衛（たかぎ はんべえ、1867年3月10日〈慶応3年2月5日〉- 1956年〈昭和31年〉）は、明治時代中期から昭和時代前期の政治家、実業家。京都府天田郡福知山町長、福知山市長。京都府多額納税者。幼名は精太郎。

## 経歴
岡野卯兵衛の次男として丹波国天田郡野花村（現・福知山市字野花）に生まれ、先代・高木半兵衛の養嗣子となり、1892年（明治25年）家督を相続し、前名を改め襲名する。生家は酒造業を営む。
1895年（明治28年）4月、福知山町会議員に当選したのを皮切りに計7回当選。福知山税務署管内所得税調査委員、福知山町外十二箇村組合議員などを経て、1902年（明治35年）福知山銀行頭取に就任。翌年、天田郡会議員に当選し、ついで福知山実業協会長、郡是製糸（現・グンゼ）取締役などを経て、1921年（大正10年）11月に福知山町長に就任した。
その後、町長に計5回当選し、その間、京都府町村長会会長、福知山町外十二箇村伝染病予防組合会会長などを経て、1936年（昭和11年）11月に両丹銀行頭取に就任。同年隣接3村を合併し、翌年4月1日に市制施行により福知山市が成立すると同市長に就任した。のち、1941年（昭和16年）6月に両丹銀行が丹和銀行に合併すると同頭取に就任した。